# Schürer (Glasmacher)

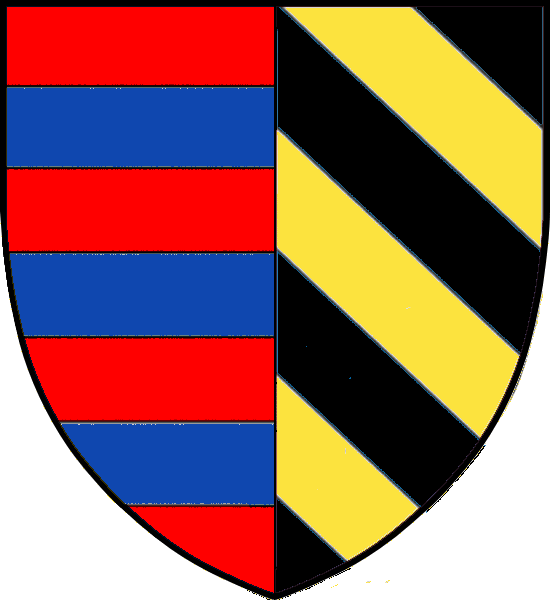
Wappen der schwedischen Schürer von Waldheim

Die Schürer (auch Schierer) waren eine bedeutende Glasmacherfamilie, die ursprünglich aus dem Erzgebirge stammte.

## Geschichte
Die weitverzweigte, ursprünglich aus Sachsen stammende Unternehmerfamilie lässt sich bis zu den spätmittelalterlichen Glashütten des Riesengebirges zurückverfolgen. Als Stammhütten der Schürer werden Wernesgrün und Aschbergk (Ansprung) genannt. Die letztere ist für das Jahr 1497 nachgewiesen. Weitere Hüttengründungen erfolgten in Nord- und Mittelböhmen, im Böhmerwald, in Mähren, in Schlesien, in der Grafschaft Glatz und in der Oberpfalz. Durch ihre herausragende Stellung übten die Glasmacher Schürer großen Einfluss auf das wirtschaftliche und kulturelle Leben ihrer Zeit aus. 1436 wurden die Brüder Caspar und Christoph Schorer mit der Glashütte von Wernesgrün belehnt. Für die benachbarte Hütte in Herlagrün zinste 1454 Clemens Schorer an das Amt Zwickau. 1493 erscheint Lorenz Schurer als Besitzer der Glashütte von Crottendorf. 1497 ist Caspar Schürer auf der Glashütte von Ansprung erwähnt. Sein Sohn Paul, einer der Wegbereiter der böhmischen Glasindustrie, gründete 1542 in Falkenau bei Kittlitz eine eigene Glashütte. 1536 kaufte der Glasmacher Christoph Schürer, Sohn des Asmus Schürers aus Burkhardtsgrün, die Eulenhütte bei Neudek und erfand das Verfahren Glas mit Kobalt blau zu färben. Die Hütte entwickelte sich zum Zentrum der damaligen böhmischen Glasindustrie und gilt als Ursprung der Blaufarbenwerke. Das „Kobaltglas“ wurde dort bis zum Beginn des Dreißigjährigen Krieges produziert. Der Glasmacher Bartholomäus Schürer, Besitzer einer Glashütte in Grünwald, legte eine bis 1776 geführte Familienchronik an.

## Schürer von Waldheim

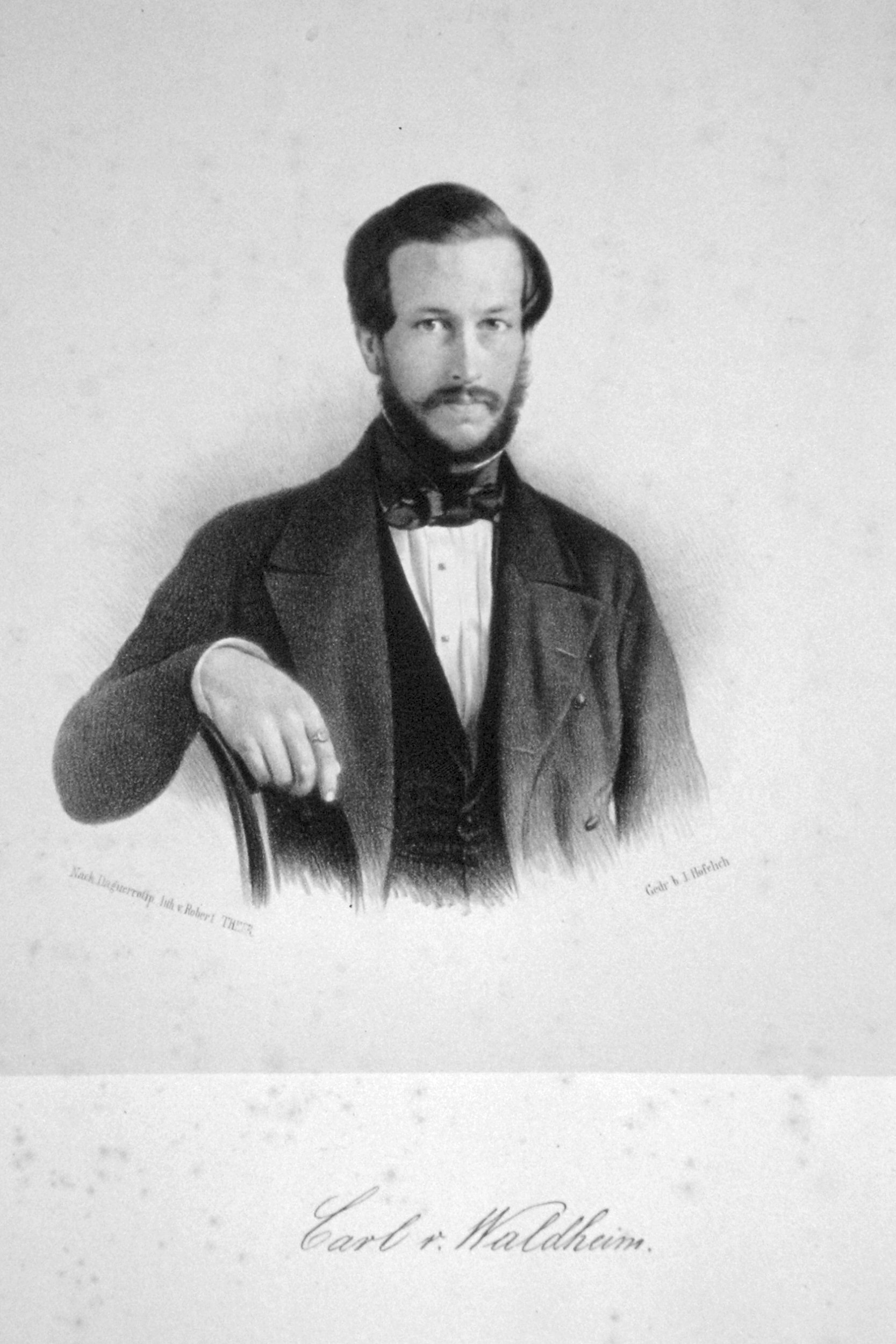
Karl Schürer von Waldheim

Durch den Adelsbrief vom 1. Juni 1592 erhob Kaiser Rudolf II. Valentin, Kaspar, Dominik, Paul und Martin Schürer mit den Prädikat „von Waldheim“ in den erblichen Adelstand. 1665 erhielt Ignaz Schürer von Waldheim, schlesischer Rat und Kanzler des Stiftes Trebnitz die Bestätigung des böhmischen Adelsstandes. 1716 fungierte Johann Christian Schürer von Waldheim als Notar des Stadtrates von Zittau. Ein Familienzweig ist mit Josef Schürer (1703–1770) 1749 nach Schweden eingewandert. Sein Enkel Johan Schürer wurde 1849 vom König in das Schwedisches Ritterhaus aufgenommen. Ein anderer Familienzweig ließ sich im 18. Jahrhundert in Kopenhagen als Glashändler nachweisen. Dort verband sich die Familie durch mehrere Heiraten mit der ebenfalls aus Böhmen eingewanderten Glashändlerfamilie Fritzsche. Der Begründer des Wiener Zweiges Karl Schürer von Waldheim war seit 1821 Besitzer der Apotheke „Zur goldenen Krone“ in Wien. Seine Nachkommen waren über Generationen im pharmazeutisch-medizinischen Bereich Wiens tätig. Nach dem Adelsaufhebungsgesetz nannte sich die Familie Schürer-Waldheim.

## Bekannte Glasmacher Schürer
- Bartholomäus Schürer (* 1585 in Kittlitz, † 10. Mai 1649 in Grünwald), Glasmacher und Besitzer einer Glashütte in Grünwald. Entfernt verwandt mit dem Hüttenmeister in Labau Johann Schürer, dessen Tochter er heiratete.
- Christoph Schürer (* ca. 1500 † ca. 1560), gründete die Glashütte in Albernau sowie die böhmische Eulenhütte.
- Christoph Schürer d. Ä. († nach 1560) der 1560 die Glashütte in Crottendorf übernahm. 1585 ging sie auf seinen gleichnamigen Sohn Christoph Schürer d. J. über.
- Dominik Schürer von Waldheim[8] († um 1630), Sohn des Georg Schürer, 1587 erwarb er die Hütte in Kunčice pod Ondřejníkem. Später auch Übernahme der väterlichen Glashütte in Lenzhof (Mlynice).
- Georg Schürer († nach 1562), errichtete 1562 im nordmährischen Lenzdorf (Mlýnice) bei Mährisch Rothwasser eine Glashütte, die zur Herrschaft Schildberg gehörte. Zum Hüttengut gehörte auch ein von ihm erbautes Schlösschen und eine Brauerei.
- Georg Schürer von Waldheim († 1637), ein Sohn des Valentin Schürer von Waldheim aus Krombach (Krompach) erwarb 1594 die Glashütte in Rokitnitz im Adlergebirge,[9] danach Glashüttenmeister auf Glashütten in Mähren.
- Kaspar Schürer von Waldheim († nach 1592), Glashüttenmeister in Labau bei Gablonz. 1592 von Kaiser Rudolf II. geadelt.
- Kaspar II. Schürer von Waldheim († nach 1616), ist für das Jahr 1616 als Besitzer der Kindelsdorfer Glashütte nachgewiesen.
- Paul Schürer d. Ä. (* 1504 in Ansprung † nach 1530), auch Paul Schierer.[10] Er gründete 1530 die nordböhmische Hütte Falkenau bei Kittlitz.
- Paul Schürer d. J. (* ca. 1530), Sohn des obigen Paul. Glashüttenmeister in Reiditz, Schwanenbrückl, und Braum.
- Valentin Schürer († 1602), Glashüttenmeister in Krombach bei Deutsch-Gabel. 1592 von Kaiser Rudolf II. geadelt.

## Sonstige Familienmitglieder

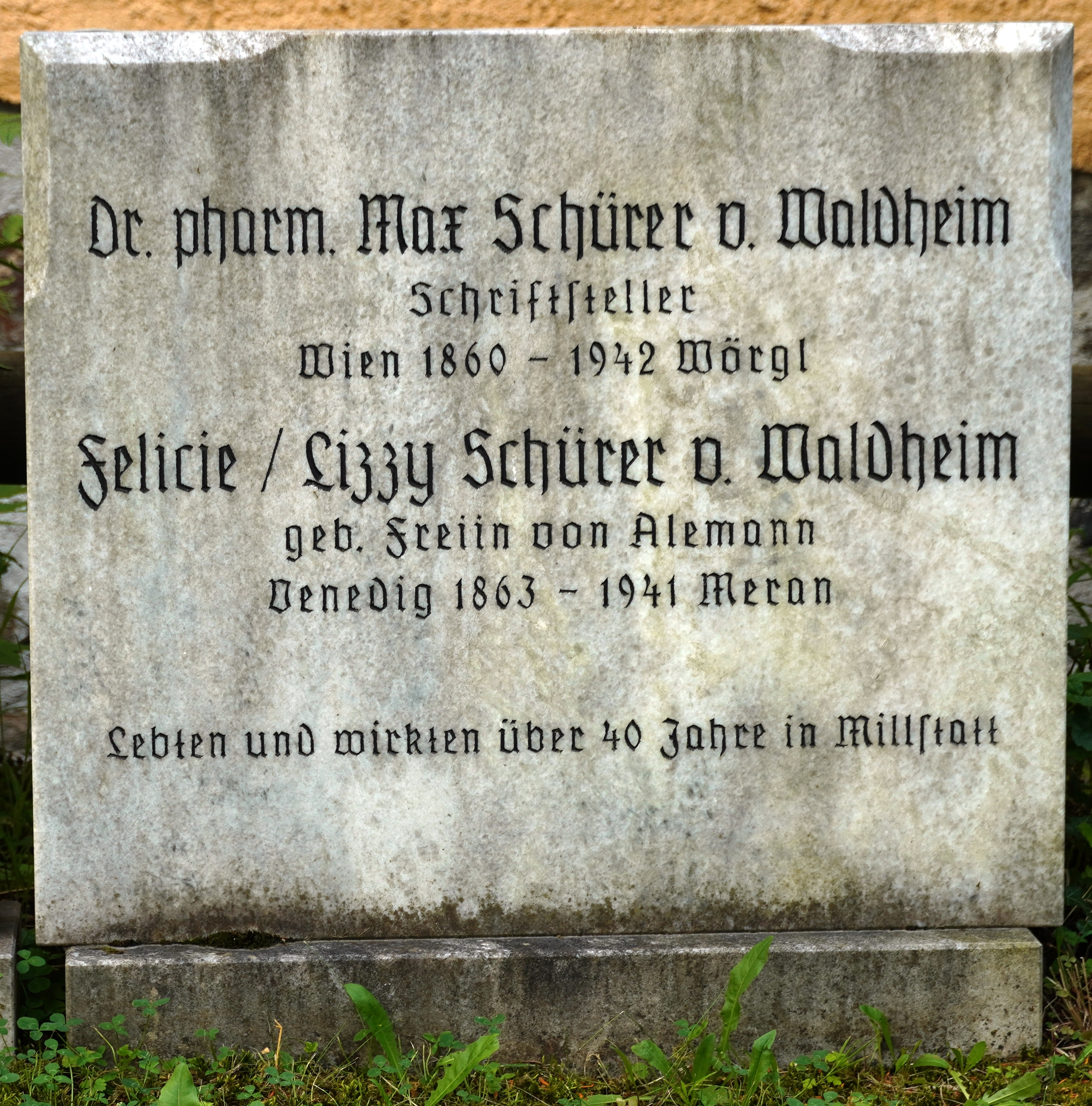
Grabstätte Max Schürer von Waldheim

- Anton Schürer von Waldheim der Ältere (1830–1899), österreichischer Apotheker
- Anton Schürer von Waldheim der Jüngere (1862–1934), österreichischer Apotheker und pharmazeutisch-chemischer Fachschriftsteller
- Friedrich Schürer von Waldheim (1866–1935), österreichischer Arzt und Alternativmediziner
- Friedrich Schürer-Waldheim (1896–1991), österreichischer Chirurg
- Ignaz Schürer von Waldheim († nach 1665), schlesischer Rat und Kanzler des Stiftes Trebnitz
- Karl Schürer von Waldheim (1798–1865), österreichischer Apotheker
- Martin Schürer von Waldheim († nach 1590), seit 1590 Sekretär der Herren Wilhelm und Peter Wok von Rosenberg
- Max Schürer von Waldheim (1860–1942), österreichischer Pharmazeut und Fachschriftsteller
- Rudolf Schürer von Waldheim (1832–1890), österreichischer Verleger und Druckereibesitzer
- Hella Pöch (1893–1976), österreichische Anthropologin und „Rassenforscherin“, geborene Helena Louisa Amalia Viktoria Schürer von Waldheim

## Bekannte Schürer-Glashütten

### In Sachsen
- Glashütte von Wernesgrün, Stammhütte der Schürer.
- Glashütte von Aschbergk (Ansprung), seit 1497 nachweisbar.
- Glashütte von Crottendorf, seit 1493 nachweisbar.

### In Böhmen
- Glashütte im nordböhmischen Falkenau bei Kittlitz. 1530 von Paul Schürer d. Ä. gegründet.
- Glashütte von Krombach in der nordböhmischen Herrschaft Reichstadt, seit 1547 nachgewiesen.[11]
- Schürer-Hütte von Labau ist seit 1558 nachgewiesen.
- Glashütte von Reiditz, von Schürer gegründet und später von der Glasmacherfamilie Preußler übernommen.
- Glashütte von Rochlitz, auf der böhmischen Seite des Riesengebirges.
- Glashütte von Schatzlar, auf der böhmischen Seite des Riesengebirges.
- Glashütte von Braum in Mittelböhmen bei Krivoklát.
- Glashütte von Schwanenbrückl im Oberpfälzer Wald.

### In Mähren
- Glashütte von Kunčice pod Ondřejníkem wurde 1587 von Dominik Schürer erworben.
- Glashütte von Lichtenau, gehörte zeitweise Paul Schürer.

### In Schlesien
- Glashütte von Kindelsdorf, 1616 von der Glasmacherfamilie Friedrich übernommen.

### In der Grafschaft Glatz
- Glashütte von Volpersdorf, 1667 im Besitz des Glasmeisters Georg Schürer.